# STEAP4
STEAP4 (англ. STEAP4 metalloreductase) – білок, який кодується однойменним геном, розташованим у людей на короткому плечі 7-ї хромосоми. Довжина поліпептидного ланцюга білка становить 459 амінокислот, а молекулярна маса — 51 981.
| 10         |  | 20         |  | 30         |  | 40         |  | 50         |
| ---------- |  | ---------- |  | ---------- |  | ---------- |  | ---------- |
| MEKTCIDALP |  | LTMNSSEKQE |  | TVCIFGTGDF |  | GRSLGLKMLQ |  | CGYSVVFGSR |
| NPQKTTLLPS |  | GAEVLSYSEA |  | AKKSGIIIIA |  | IHREHYDFLT |  | ELTEVLNGKI |
| LVDISNNLKI |  | NQYPESNAEY |  | LAHLVPGAHV |  | VKAFNTISAW |  | ALQSGALDAS |
| RQVFVCGNDS |  | KAKQRVMDIV |  | RNLGLTPMDQ |  | GSLMAAKEIE |  | KYPLQLFPMW |
| RFPFYLSAVL |  | CVFLFFYCVI |  | RDVIYPYVYE |  | KKDNTFRMAI |  | SIPNRIFPIT |
| ALTLLALVYL |  | PGVIAAILQL |  | YRGTKYRRFP |  | DWLDHWMLCR |  | KQLGLVALGF |
| AFLHVLYTLV |  | IPIRYYVRWR |  | LGNLTVTQAI |  | LKKENPFSTS |  | SAWLSDSYVA |
| LGILGFFLFV |  | LLGITSLPSV |  | SNAVNWREFR |  | FVQSKLGYLT |  | LILCTAHTLV |
| YGGKRFLSPS |  | NLRWYLPAAY |  | VLGLIIPCTV |  | LVIKFVLIMP |  | CVDNTLTRIR |
| QGWERNSKH  |  |            |  |            |  |            |  |            |

A: Аланін

C: Цистеїн

D: Аспарагінова кислота

E: Глутамінова кислота

F: Фенілаланін

G: Гліцин

H: Гістидин

I: Ізолейцин

K: Лізин

L: Лейцин

M: Метіонін

N: Аспарагін

P: Пролін

Q: Глутамін

R: Аргінін

S: Серин

T: Треонін

V: Валін

W: Триптофан

Кодований геном білок за функцією належить до оксидоредуктаз. 
Задіяний у таких біологічних процесах, як транспорт іонів, транспорт заліза, транспорт, альтернативний сплайсинг. 
Білок має сайт для зв'язування з НАД, іоном міді, іонами металів, іоном заліза, гемом, ФАД, флавопротеїном. 
Локалізований у клітинній мембрані, мембрані, апараті гольджі.